# Brahmanandam
Brahmanandam Kanneganti znany jako Brahmanandam (ur. 1 lutego 1956) – indyjski aktor i osobowość telewizyjna.
Urodził się w Muppala niedaleko Sattenapalli (obecnie Andhra Pradesh), w rodzinie bramińskiej należącej do społeczności Vishwakarma. Jest siódmym z ośmiorga dzieci Nagalingichariego i Lakshminarasammy. Talent sceniczny ujawniał już w okresie edukacji szkolnej, zdobył między innymi nagrodę dla najlepszego aktora drugoplanowego na festiwalu w  Narasaraopet (1968). Przez kilka lat pracował jako nauczyciel telugu w Attili, wystąpił w emitowanym przez Dooradarshan serialu komediowym Paka Pakalu. Zagrał niewielką rolę w Chantabbai w reżyserii Jandhyala, jednak mianem jego debiutanckiego filmu określa się najczęściej Aha Naa Pellanta (1987). Ta, wyreżyserowana także przez Jandhyala komedia uznawana jest za klasyk Tollywood. Kreacja Brahmanandama w tym obrazie określana bywa jako legendarna. 
Brahmanandam jest jednym z najbardziej cenionych aktorów komediowych przemysłu filmowego telugu. Występuje również w obrazach realizowanych w języku tamilskim oraz kannada i hindi. W 2007 został wpisany do Księgi Rekordów Guinnessa, jako aktor mający na swoim koncie najwięcej ról w jednym języku. Do 2013 zagrał w ponad 900 filmach, inne źródła mówią o przeszło 1000. Okazjonalnie użycza swego głosu w piosenkach filmowych. Prowadzi również teleturniej 10 Lakh Show w iNews Channel. 
Żonaty z Lakshmi, ma dwóch synów. Starszy (Gautam) również jest aktorem.

## Nagrody i wyróżnienia
W 2009 został odznaczony Padmą Shri. Posiada doktorat honorowy Acharya Nagarjuna University przyznany w 2005 oraz Dr. Allu Ramalingaiah National Comedian Award, którą otrzymał także w 2005. Wyróżniony między innymi (za każdym razem w kategorii najlepsza rola komediowa): Filmfare Award (telugu, 2002), Nandi Award (1987, 1993, 1996, 1997, 2008), Santhosham Award (2004, 2007, 2010), FNCC Telugu Cinema Award (2007), Sitara Film Award (2008), CineMAA Award (2002, 2008, 2010, 2011, 2012), SIIMA Award (2012, za rok 2011), TSR-TV9 Film Award (2010) oraz Hyderabad Times Film Award (2011).